# イラマテクトリ

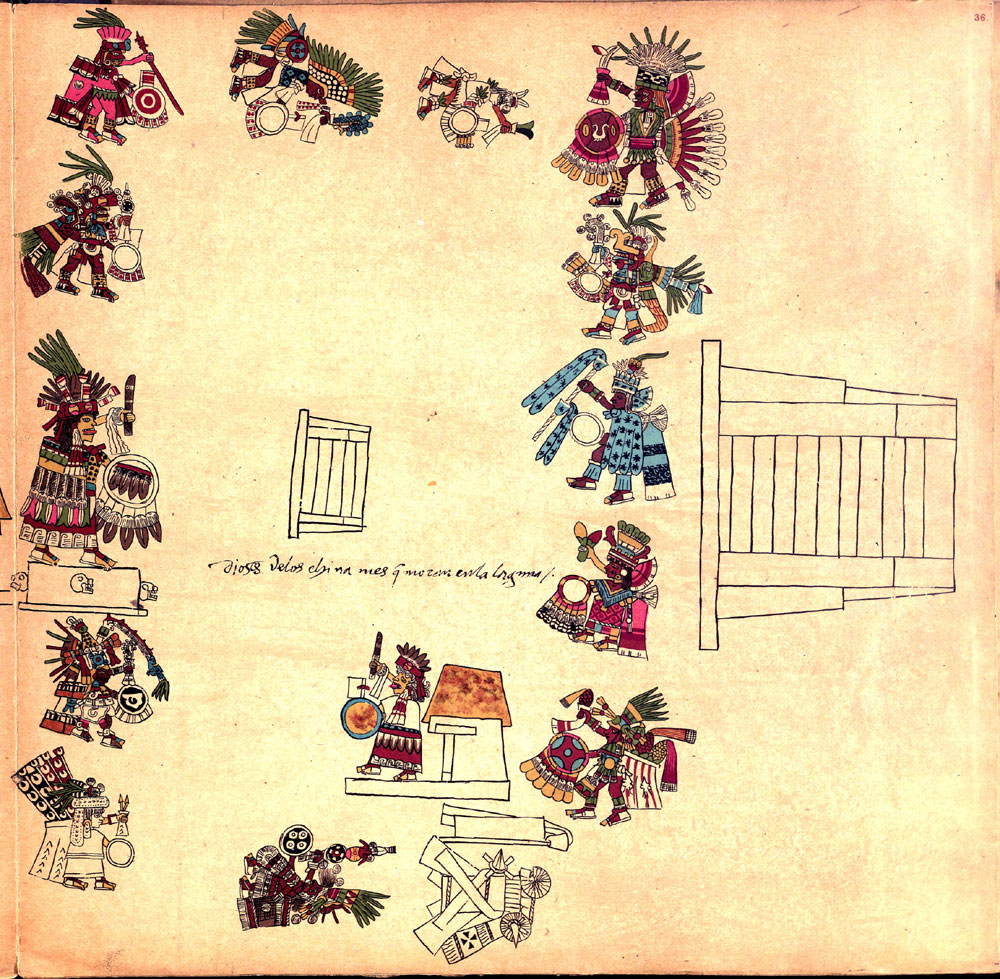
ブルボン絵文書より。左端中央に大きく描かれているのがイラマテクトリ

イラマテクトリ（Ilamatecuhtli）は、アステカ神話の大地、死、および天の川の女神。
「イラマテクトリ」とはナワトル語で「老女(ilama)の主(tēuctli / tecuhtli)」を意味する。
図像的には老いた女性で、大きな歯を見せ、白い服を着て貝殻で縁取りした白いスカートをはいている。このスカートはシトラリクエ（星のスカート）と呼ばれ、天の川を象徴している。
アステカ神話に数多くいる地母神のひとりで、シワコアトルあるいはキラストリ(Quilaztli)の別名ともされる。イスタク・ミシュコアトル（白い雲のヘビ）の配偶神とされる。
イラマテクトリの神殿はトリランと呼ばれ、「闇」を意味する。アステカ暦ではシウポワリのティティトル（第17月、グレゴリオ暦の1月ごろ）イラマテクトリの主要な祭が行われる。52年ごとのカレンダー・ラウンドの終わりの祭儀である新しい火の祭りにおいてもイラマテクトリは重要な役割を果たしたらしい。